# Рехімунд
Рехімунд або Реккімунд (*д/н —463 або 464) — король свевів в Галеції у 457—464 роках.

## Біографія
Про походження немає відомостей. Після смерті у 457 році короля Фрамти, знать обрала Рехімунда новим королем. Останній замирився з іншим свевським королем — Мальдрою, з яким здійснив похід до Лузітанії. У володінні Рехімунда перебувала Галеція на північ від річки Мінью.
У 460 році після вбивства Малдри, намагався об'єднати свевські держави, проте наштовхнувся на спроти іншої частини знаті, яка обрала королем Фрумара. Рехімунду не вдалося здолати останнього. Війна між двома королями точилася весь час правління.
Водночас Рехімунд уклав союз з вандальським королем Гейзеріхом проти Вестготського королівства й Західної Римської імперії. У відповідь останні рушили проти короля свевів. Для придушення підтримки місцевого населення на користь римлян Рехімунд наказав перебили місцевих жителів міста Луго разом з імператорським намісником Галеції. Незабаром під містом війська Рехімунда зазнали поразки від римо-вестготських військ на чолі із Непоціаном і Суніеріхом. Король свевів вимушений був сховатися у гірській місцині. Після відходу ворога Рехімунд відновив владу над втраченими землями.
У 463 або 464 році Рехімунда було повалено Ремісмундом, який повстав у північній Галеції. Ймовірно незабаром Рехімунд загинув.